# CCGS Arpatuuq
CCGS Arpatuuq je perspektivní těžký ledoborec kanadské pobřežní stráže. Odolností se řadí k typu Polar Class 2. Dokáže překonat led silný až 2,5 metru. Ve službě nahradí ledoborec CCGS Louis S. St-Laurent. Jeho stavbu provází značné průtahy a navýšení nákladů. Zahájení jeho stavby je plánováno na rok 2025. Patří mezi dva těžké ledoborce objednané v rámci Polar Class Icebreaker Project. Druhým je plavidlo CCGS Imnaryuaq, které nahradí ledoborec CCGS Terry Fox.

## Stavba
Roku 2008 kanadský premiér Stephen Harper oznámil plán na stavbu těžkého ledoborce, který by byl pojmenován CCGS John G. Diefenbaker. Název odkazoval na kanadského premiéra Johna Diefenbakera za jehož vlády byla uskutečněna řada infrastrukturních projektů na kanadském severu a také byla založena Kanadská pobřežní stráž. Náklady byly odhadovány na 720 milionů dolarů.
Akvizice plavidla byla zařazena do roku 2010 zahájeného modernizačního programu kanadského námořnictva a pobřežní stráže National Shipbuilding Procurement Strategy (NSPS, později National Shipbuilding Strategy, NSS). Je součástí strategie na posílení kanadské přítomnosti v Arktidě. V rámci NSS byl ledoborec jedním ze sedmi nebojových plavidel, které měla za celkem 8 miliard dolarů postavit dceřiná loďařská společnost Seaspan Shipyards kanadské firmy Seaspan ve své loděnici ve Vancouveru. Naopak neuspěla loďařská firma Chantier Davie Canada. Dokončen měl být roku 2017. Program však poznamenaly průtahy a technické problémy, takže roku 2013 odhadovaný rozpočet narostl na 1,3 miliardy dolarů a v srpnu 2019 dokonce vláda ledoborec vyřadila z objednávek pro Seaspan. Vláda následně o zakázce jednala s více loďařskými firmami, včetně hlavního konkurenta na stavbu ledoborce v podobě Chantier Davie Canada.
V roce 2012 získala zakázku na návrh ledoborce společnost STX Canada Marine ve Vancouveru. Při práci měla spolupracovat s dalšími partnery, jako je společnost Aker Arctic Technology (AARC). Dne 6. května 2021 vláda oznámila, že těžké ledoborce budou postaveny rovnou dva, takže po jednom postaví jak loďařská firma Seaspan, tak konkurenční Chantier Davie Canada, které by jinak o zakázku soupeřily. Zároveň dva těžké ledoborce umožní nepřetržitou kanadskou přítomnost v Arktidě.
Dne 19. srpna 2024 kanadská vláda oznámila jeho přejmenování na Arpatuuq, což odkazuje na ostrov Akpatok. Dne 7. března 2025 kanadská loďařská firma Seaspan získala zakázku na stavbou ledoborce Arpatuuq. Zahájení stavby prototypu je plánováno na duben 2025.
Dne 3. dubna 2025 proběhlo slavnostní první řezání oceli na ledoborec Arpatuuq.

## Konstrukce
Plavidlo bude vybaveno vědeckými laboratořemi, vertikálním dokem pro vypouštění podmořských prostředků („moon pool“) a hangárem pro dva vrtulníky a drony. Budou mít velkou kapacitu pro přepravu nákladu.